# (30805) 1989 UO2
1989 يو أو 2 (ويعرف أيضًا باسم (30805) 1989 يو أو 2 وفق تسمية الكوكب الصغير) (بالإنجليزية: 1989 UO2)‏ هو كويكب ضمن حزام الكويكبات؛ وترتيبه 30805 من حيث الاكتشاف.
اكتُشف هذا الجُرم الفلكي بواسطة Kin Endate ‏ في 21 أكتوبر 1989.

## وصلات خارجية
- (30805) 1989 UO2 في قاعدة بيانات مختبر الدفع النفاث لأجرام النظام الشمسي الصغيرة

- الاكتشاف · مخطط المدار ·  العناصر المدارية · المعلمات المادية

- (30805) 1989 UO2 على موقع ويكي سكاي: DSS2, SDSS, GALEX, IRAS, Hydrogen α, X-Ray, Astrophoto, Sky Map, Articles and images